# Entwicklereinheit

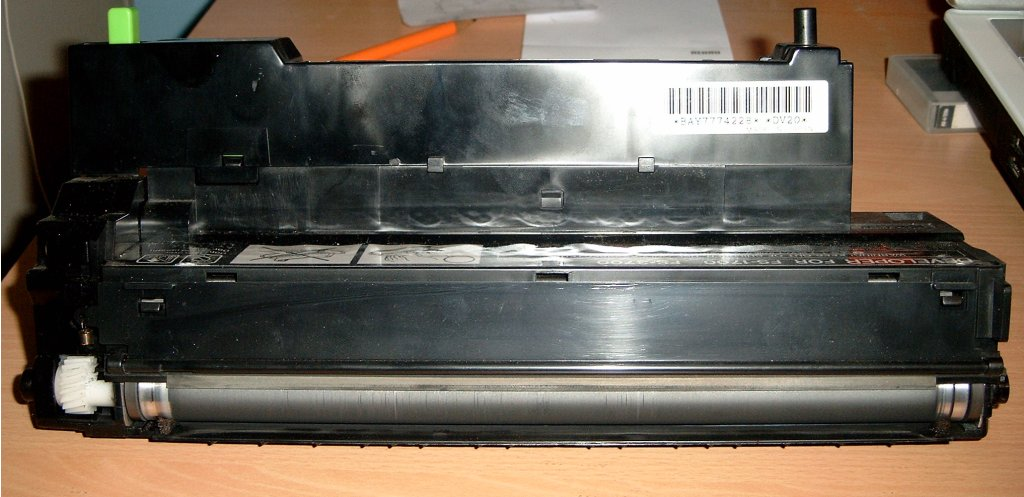
Eine Permanent-Entwicklereinheit von Kyocera

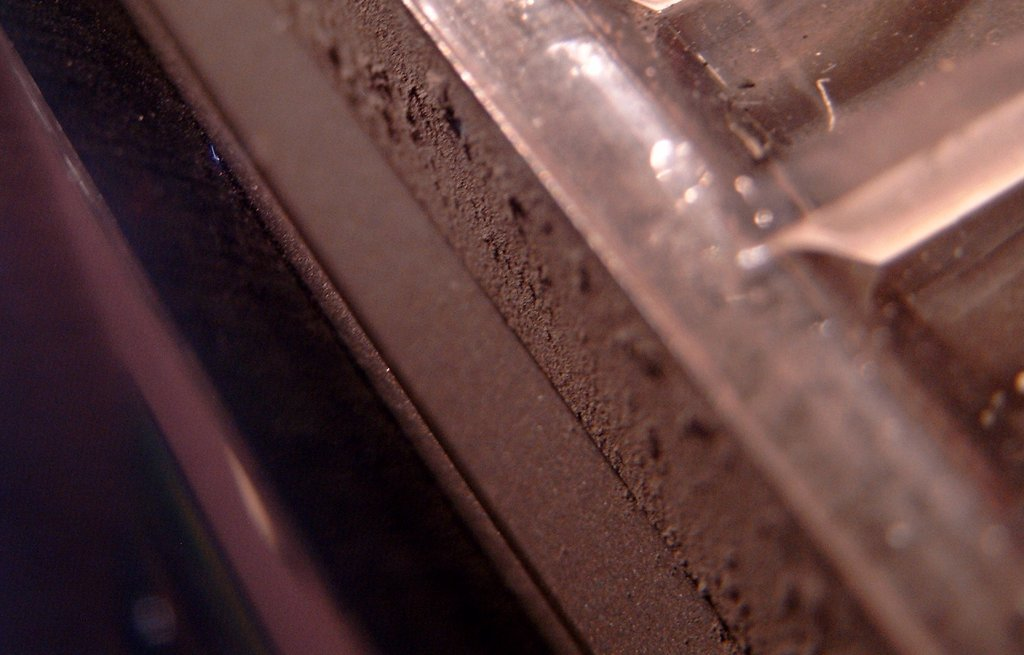
Die Entwicklertrommel (in der Mitte) einer Einweg-Tonerkartusche

Die Entwicklereinheitist ein technisches Bauteil eines Laserdruckers  sowie eines Fotokopierers. Die Entwicklereinheit dient dazu, eine dünne Tonerschicht auf die Bildtrommel aufzutragen, die anschließend von der Fixiereinheit auf das Papier geschmolzen wird.

## Aufbau
Eine Entwicklereinheit besteht aus der „Entwicklertrommel“ (auch „Entwicklerwalze“ genannt), einer Walze mit stehenden oder gegenläufig drehenden Magneten in deren innern, der das magnetische Tonerpulver anzieht und durch die wechselnde Magnetisierung homogenisiert. Zudem befindet sich noch ein Abstreifer in der Entwicklereinheit, der dafür sorgt, dass das Tonerpulver dosiert aus der Einheit gefördert wird, so wie ein Mischwerk dahinter, welches den Toner gleichmäßig verteilt, um später ein homogenes Druckergebnis erzielen zu können und auch bei Zweikomponententoner für ein gleichmäßiges Mischverhältnis sorgt.

## Typen
Permanententwicklereinheiten lassen sich für bis zu etwa 500.000 gedruckte Seiten verwenden und werden mit einer Einweg-Tonerkartusche verbaut oder mit Toner aus einem Tonergebinde bestückt und bei Bedarf nachbefüllt.
Die Einweg-Entwicklereinheit hingegen wird jedes Mal, wenn der Toner leer ist, mitgewechselt und ist nicht für die Wiederbefüllung durch den Anwender vorgesehen.
Die Komplettentwicklereinheit ist eine Entwicklereinheit, die auch die Bildtrommel enthält. Von ihr gibt es  wiederum sowohl Einweg als nachfüllbare Ausführungen, abhängig von der Bauart des Gerätes.